# Guillaume de Poitiers (évêque de Saint-Omer)
Pour les articles homonymes, voir Guillaume de Poitiers.
Guillaume de Poitiers, mort empoisonné en 1577 à Grenoble, est un  prélat français du XVIe siècle.

## Biographie
Guillaume appartient à la famille des comtes de Poitiers. Il est ancien prévôt des églises de Saint-Omer et de Furnes, archidiacre  de la Campine et chanoine à Liège, chancelier et président du conseil privé de Georges d'Autriche, prédicateur de Charles Quint. Guillaume est  nommé premier  évêque de Saint-Omer, mais il n'accepte pas.